# 56. pehotni polk (Avstro-Ogrska)
Za druge 56. polke glejte 56. polk.
56. pehotni polk (izvirno nemško Infanterie-Regiment Nr. 56; dobesedno slovensko: Pehotni polk št. 56) je bil pehotni polk k.u.k. Heera.

## Poimenovanje
- Galizisches Infanterie Regiment »Daun« Nr. 56
- Infanterie Regiment Nr. 56 (1915 - 1918)

## Zgodovina
Polk je bil ustanovljen leta 1684. 

### Prva svetovna vojna
Polkovna narodnostna sestava leta 1914 je bila sledeča: 88% Poljakov in 12% drugih. Naborni okraj polka je bil v Vadovicah, pri čemer so bile polkovne enote garnizirane sledeče: Krakov (štab, I., II. in IV. btl) in Vadovice (III. bataljon).
V sklopu t. i. Conradovih reform leta 1918 (od junija naprej) je bilo znižano število polkovnih bataljonov na 3.

## Organizacija
1918 (po reformi)
- 2. bataljon
- 3. bataljon
- 4. bataljon

## Poveljniki polka
- 1859: Carl Wiedemann von Warnheim[7]
- 1865: Carl Wiedemann von Warnheim[8]
- 1879: Johann Hannbeck[9]
- 1908: Andreas Pitlik von Rudan und Poria[10]
- 1914: Anton Madziara[1]